# ياكوب شنايدر
ياكوب شنايدر (بالألمانية: Jakob Schneider)‏ هو مجدف ألماني، ولد في 18 أبريل 1994 في Ihringen ‏ في ألمانيا.

## وصلات خارجية
- ياكوب شنايدر على موقع الاتحاد الدولي للتجديف (الإنجليزية)
- ياكوب شنايدر على موقع أوليمبيديا (الإنجليزية)